# 운 평등주의
운 평등주의는 분배적 정의에 대한 한 견해로, 이 견해에 따르면, 정의는 사람들이 얼마나 부유한지의 변화가 선택되지 않은 상황의 차이가 아닌 책임감있는 선택에 의해 결정되어야 한다고 요구한다. 이것은 어떤 사람들이 자신의 잘못 없이 다른 사람들보다 더 나빠지는 것이 나쁜 일이라는 직관을 표현한다.

## 이론
운 평등주의 이론은 20 세기 철학자 존 롤스의 분배 정의 이론에 의해 예견되었으며, 그의 분배 정의 이론은 개인의 기술과 능력이 차별적 인 분배 정의 결과를 가져 왔다는 것을 보여준다. 롤스는 자신의 타고난 재능이나 상황이 자신의 선택이 아닌 “자연 추첨”에 의해 결정되기 때문에 도덕적으로 임의적이기 때문에 이것은 불공평하다고 주장했다. 이러한 우려는 나중에 평등주의자들의 정의 이론에 영향을 미쳤으며, 그 중 로널드 드워킨(Ronald Dworkin)의 평등 이론은 분명한 운 평등주의적 특징을 가진 최초의 것으로 간주된다.

### 기본 원리들
운 평등주의자들은 무자비한 행운의 결과(예 : 유전적 구성)와 의식적인 선택의 결과(예 : 직업 선택 또는 공정한 도박)를 구별한다. 행운의 평등주의는 즉각적인 정책 처방이 아니라 정의에 대한 우리의 생각을 안내 할 수 있는 근본적인 규범적 아이디어로 의도되었다. 이 아이디어는 분배 주식이 임의의 요인에 의해 영향을 받아서는 안된다는 존 롤스의 생각에서 유래되었다. 운 평등주의자들은 사람들이 얼마나 잘 지내고 있는지 측정하는 적절한 방법 (예 : 물질적 부, 심리적 행복 또는 기타 요인을 측정해야하는지 여부)과 자원의 가치를 평가하는 방법에 대한 관련 문제에 대해 서로 의견이 일치하지 않는다.

## 비판
철학자 엘리자베스 앤더슨은 그것의 저명한 비판자이다. 앤더슨은 운 평등주의는 평등이 아닌 열등함에 대한 보상 주장을 바탕으로 불우한 사람들에 대한 비하적인 동정을 표현하고 단순히 패배에 대한 잘못으로 판단된다는 근거로 많은 개인을 자유의 사회적 조건에서 배제한다고 주장한다. 또한, 국가가 개인이 내리는 선택에 대해 매우 도덕적이고 방해가되는 판단을 내리는 것을 포함하며, 매우 반 직관적 인 결론으로 이어지는 것 같다.
Susan Hurley는 운과 책임과 관련된 문제에서 평등주의를 하려는 시도는 실패한다고 주장했다. 왜냐하면 다른 기준보다는 평등주의 기준을 지정하는 비순환적인 방법이 없기 때문이다. 예를 들어, 운 불평등주의자는 우리가 행운을 고쳐야하는 기준이 엄청난 불평등이 존재하는 기준이라고 믿을 수 있습니다. 단순히 평등을 가정하지 않고는 한 접근 방식을 다른 접근 방식보다 선호할 방법이 없는 것 같다.